# União das Freguesias de Ribeira de Pena (Salvador) e Santo Aleixo de Além-Tâmega
Die União das Freguesias de Ribeira de Pena (Salvador) e Santo Aleixo de Além-Tâmega ist eine portugiesische Gemeinde (Freguesia) im Kreis (Concelho) Ribeira de Pena im Norden Portugals.

## Geschichte
Die Gemeinde entstand im Zuge der Gebietsreform vom 29. September 2013 durch die Zusammenlegung der ehemaligen Gemeinden Ribeira De Pena (Salvador) und Santo Aleixo de Além-Tâmega.
Ribeira De Pena wurde Sitz der neuen Verwaltung.

## Demographie
| Freguesia | Freguesia                                                | Freguesia | Freguesia       | ehemalige Freguesias        | ehemalige Freguesias       | ehemalige Freguesias | ehemalige Freguesias |
| --------- | -------------------------------------------------------- | --------- | --------------- | --------------------------- | -------------------------- | -------------------- | -------------------- |
| Wappen    | Freguesia                                                | Einwohner | Fläche in (km²) | Wappen                      | Freguesia                  | Einwohner            | Fläche in (km²)      |
|           | Ribeira de Pena (Salvador) e Santo Aleixo de Além-Tâmega | 2608      | 52,85           |                             | Ribeira De Pena (Salvador) | 2411                 | 40,48                |
|           | Ribeira de Pena (Salvador) e Santo Aleixo de Além-Tâmega | 2608      | 52,85           | Santo Aleixo de Além-Tâmega | 368                        | 12,37                |                      |